# Eulegraben
Der Eulegraben ist ein Bach im Gebiet der Stadt Magdeburg.
Früher auch als Beke bezeichnet, entspringt er im Stadtteil Ottersleben an der Straße Eulespring.
Er verläuft dann in östlicher Richtung, durchquert Ottersleben und wird sodann von der Stadtautobahn Magdeburger Ring gekreuzt. Hier erreicht er den Stadtteil Reform, wo der Große Wiesengraben mündet. Nun in nördlicher Richtung fließend, wird der Eulegraben erneut von der Stadtautobahn überbrückt und erreicht dann Lemsdorf. Hier mündet der Kreuzbreitegraben ein.
Der Eulegraben mündet im Stadtteil Lemsdorf in die Klinke. Die Klinke mündet später in die Elbe.